# Christoph Albrecht (Komponist)
Christoph Albrecht (* 4. Januar 1930 in Salzwedel; † 24. September 2016 in Berlin) war ein deutscher Organist, Dirigent und Komponist, der auch als Hymnologe und Liturgiewissenschaftler tätig war.

## Leben
Albrecht war 1943 bis 1948 noch als Schüler Organist an der Kirche St. Marien in Salzwedel und studierte bis 1953 Theologie und Kirchenmusik in Halle (Saale). Daneben hatte er privaten Orgelunterricht bei Günther Ramin. Ab 1953 war er Kantor am Naumburger Dom und Dozent an der Kirchenmusikschule Halle. Das Studium der Kirchenmusik hatte er 1950 mit dem kirchenmusikalischen Staatsexamen (A-Prüfung) und das Theologiestudium 1960 mit seiner Promotion zum Dr. theol. an der Theologischen Fakultät der Martin-Luther-Universität in Halle abgeschlossen. Er wurde im gleichen Jahr Direktor der Kirchenmusikschule Dresden. Von 1976 bis 1992 war er Organist und Kantor an der Kirche St. Marien in Berlin.
Albrecht trat als Orgelsolist in der DDR, der Bundesrepublik Deutschland, den Niederlanden, Schweden, der UdSSR und den USA auf. Er ist Autor von Publikationen über Liturgik und Hymnologie, war ein Wiederentdecker und Herausgeber geistlicher Musik des 16. bis 18. Jahrhunderts und Komponist. 1986 erhielt er zusammen mit Ernst Gottfried Lowenthal den Dr.-Leopold-Lucas-Preis. Seit 1993 war er international als Organist, Orgellehrer und Dirigent auf Fortbildungskursen und Seminaren tätig.
Sein Grab befindet sich auf dem Friedhof III der Georgen-Parochialgemeinde in Berlin-Weißensee.

## Werke
- Psalmensuite
- Fuga variata in d
- Toccata in h

## Schriften
- (Hrsg.): Geistliches Chorbuch alter Meister des 16.–18. Jahrhunderts. Merseburger, Kassel 1978, ISBN 3-87537-162-3.
- Interpretationsfragen. Probleme der kirchenmusikalischen Aufführungspraxis von Johann Walter bis Max Reger (1524–1916). Berlin 1981.
- Einführung in die Hymnologie. 4. Auflage. Vandenhoeck & Ruprecht, Göttingen 1995, ISBN 3-525-57178-X.
- Einführung in die Liturgik. Vandenhoeck & Ruprecht, Göttingen 1995, ISBN 3-52557-194-1.